# 格利泽876c
格利泽876c是一颗环绕红矮星格利泽876运转的系外行星，其轨道周期为30.48地球日。2001年4月，科学家发现了该行星，它是环绕其中央恒星运行的第二近行星。

## 发现
在发现该行星之前，科学家已经在格利泽876系统中发现了一颗系外行星格利泽876b。2001年，科学家通过对格利泽876视向速度变化的进一步分析，认为在该系统中存在第二颗系外行星，它被命名为格利泽876c。其轨道周期仅为外层行星的一半，这导致科学家最初将中央恒星的视向速度的变化归结于格利泽876b轨道的高离心率。

## 轨道和质量
格利泽876c和外层行星格利泽876b处于1:2的轨道共振状态，这导致这种状态导致两颗行星相互间强烈的引力作用，从而使得行星在轨道进动过程中，其轨道根数会发生快速变化。该行星的轨道离心率为0.2683，要大于太阳系中的任何一颗大行星。其轨道长半轴仅0.13062天文单位，大约是水星至太阳距离的三分之一。 但是由于格利泽876是一颗微弱的暗星，该行星仍然处于格利泽876系统的适居带内。
由于视向速度法的局限性，科学家只能探测到格利泽876b的质量下限，其质量下限为木星质量的1.93倍。一般情况下，行星真实质量的计算须基于其轨道倾角，但在现有技术下则很难探测到行星的轨道倾角，因此通常无法得知系外行星的真实质量。不过在格利泽876这样的行星共振系统之中，行星相互之间的引力作用可被用于确定行星的真实质量。使用该方法，并结合天体观测手段，科学家确定了行星轨道的倾角，并进而得出了该行星的真实质量，其真实质量为0.78MJ。

## 物理特性
由于该行星的质量较大，因此它可能和格利泽876b一样是一颗并不拥有固体表面的类木行星。由于科学家只是间接探测到了该行星，因此它的各种物理特性，如半径、物质构成和表面温度都还不为人知。科学家预测，假如该行星拥有和木星类似的物质构成以及接近于化学平衡的环境，那么它的大气层上层将会处于无云状态。
格利泽876c处于系统适居带的内缘。尽管在类木行星上存在生命的前景仍然是晦暗不清的，但是环绕其运行的大型卫星上可能存在着能够支撑生命的环境。遗憾的是，科学家通过模型研究发现，假如这样的卫星的确存在，那么它和其行星及中央恒星之间的的潮汐引力作用将会摧毁其上的适居环境。另外，现今还不知道在最初阶段这样的卫星是否有可能形成。